# Кружлов
Кружлов (слч. Kružlov) насељено је мјесто са административним статусом сеоске општине (слч. obec) у округу Бардјејов, у Прешовском крају, Словачка Република.

## Становништво
| Година:    | 1994. | 2004.   | 2014.   | 2024.   |
| ---------- | ----- | ------- | ------- | ------- |
| Број људи: | 1011  | 1006    | 1041    | 981     |
| Разлика:   |       | -0,49 % | +3,47 % | -5,76 % |

| Година:    | 2023. | 2024.   |
| ---------- | ----- | ------- |
| Број људи: | 991   | 981     |
| Разлика:   |       | -1,00 % |

Према подацима о броју становника из 2024. године насеље је имало 981 становника.